# Morpho coerulesquamosa
Morpho coerulesquamosa är en fjärilsart som beskrevs av Le Moult 1931. Morpho coerulesquamosa ingår i släktet Morpho och familjen praktfjärilar. Inga underarter finns listade i Catalogue of Life.